# Hypsiboas ornatissimus
Hypsiboas ornatissimus és una espècie de granota que viu al Brasil, Colòmbia, Guaiana Francesa, Guyana, Surinam i Veneçuela.